# Pesce d'aprile

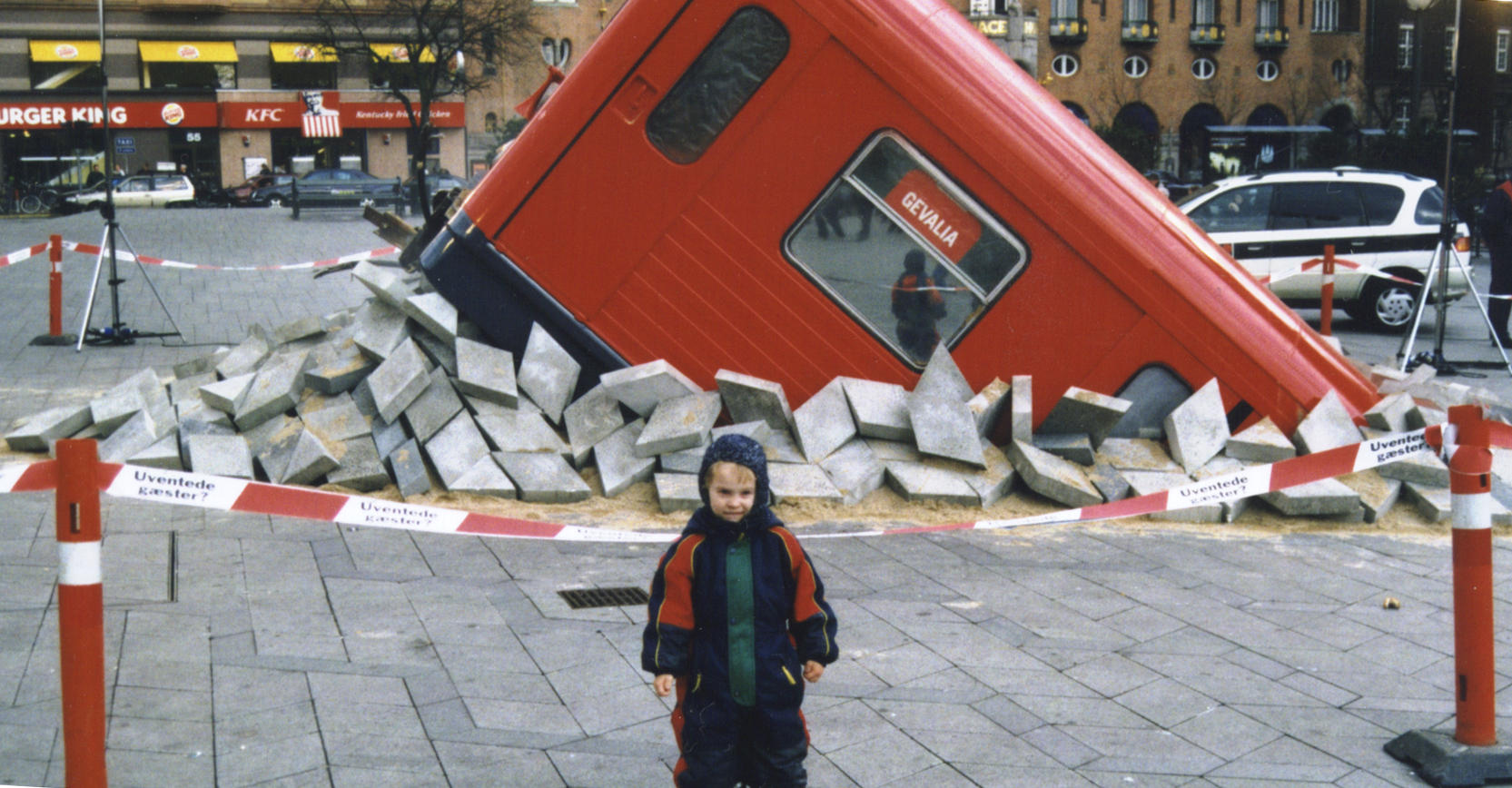
Vagone di un convoglio di metropolitana che sembra emergere dal sottosuolo in seguito a un bizzarro incidente: in realtà, si tratta di un'installazione che mette in opera uno scherzo per il 1º aprile 2001, organizzato durante i lavori di costruzione della Metropolitana di Copenaghen

Il pesce d'aprile indica una tradizione, seguita in diversi paesi del mondo, che consiste nella realizzazione di scherzi da mettere in atto il 1º aprile. Gli scherzi possono essere di varia natura, anche molto sofisticati e hanno sostanzialmente lo scopo bonario di burlarsi delle "vittime" di tali scherzi. La tradizione ha caratteristiche simili a quelle di alcune festività quali l'Hilaria dell'antica Roma, celebrata il 25 marzo, e l'Holi induista, entrambe ricorrenze legate all'equinozio di primavera.

## Storia

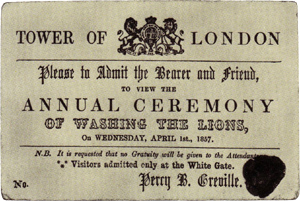
Biglietto per la cerimonia annuale del "lavaggio dei leoni" della Torre di Londra, scherzo ideato in occasione del 1º aprile 1857

Le origini del pesce d'aprile non sono note, anche se sono state proposte diverse teorie. Una delle più remote riguarderebbe il beato Bertrando di San Genesio, patriarca di Aquileia dal 1334 al 1350, il quale avrebbe liberato miracolosamente un papa soffocato in gola da una spina di pesce; per gratitudine il pontefice avrebbe decretato che ad Aquileia, il primo aprile, non si mangiasse pesce. Un'altra teoria tra le più accreditate colloca la nascita della tradizione nella Francia del XVI secolo. In origine, prima dell'adozione del calendario gregoriano nel 1582, in Europa era usanza celebrare il Capodanno tra il 25 marzo e il 1º aprile, occasione in cui venivano scambiati pacchi dono. La riforma di papa Gregorio XIII spostò la festività indietro al 1º gennaio, motivo per cui sembra sia nata la tradizione di consegnare dei pacchi regalo vuoti in corrispondenza del 1º di aprile, volendo scherzosamente simboleggiare la festività ormai obsoleta. Il nome che venne dato alla strana usanza fu poisson d'Avril, per l'appunto "pesce d'aprile".
Nei Paesi Bassi, l'origine del primo d'aprile è spesso attribuita alla vittoria olandese nel 1572 nella presa di Brielle, dove fu sconfitto il duca spagnolo Fernando Álvarez de Toledo. "Op 1 april verloor Alva zijn bril" è un proverbio olandese che può essere tradotto come: "Il primo aprile Alva perse gli occhiali". In questo caso, "bril" ("occhiali" in olandese) funge da omonimo di Brielle (la città in cui è accaduto). Questa teoria, tuttavia, non fornisce alcuna spiegazione per la celebrazione internazionale del primo di aprile.
Nel 1686, John Aubrey si riferì alla celebrazione come "il giorno sacro dello sciocco", il primo riferimento britannico. Il 1º aprile 1698, diverse persone furono indotte con l'inganno ad andare alla Torre di Londra per "veder lavare i leoni".
Un'altra ipotesi vede protagoniste le prime pesche primaverili del passato. Spesso accadeva che i pescatori, non trovando pesci sui fondali nei primi giorni di aprile, tornassero in porto a mani vuote e per questo motivo erano oggetto di ilarità e scherno da parte dei compaesani.
Alcuni studiosi hanno inoltre ipotizzato come origine del pesce d'aprile l'età classica e, in particolare, hanno intravisto alcune possibili comunanze con l'usanza attuale sia nel mito di Proserpina (che dopo essere stata rapita da Plutone viene cercata invano dalla madre, ingannata da una ninfa), sia nella festa pagana dei Veneralia (dedicata a Venere Verticordia e alla Fortuna Virile) che si teneva il 1º aprile.

Sebbene nessuno studioso o storico biblico sia noto per aver menzionato una relazione, alcuni hanno espresso la convinzione che le origini del primo di aprile potrebbero risalire al racconto del diluvio della Genesi. In un'edizione del 1908 della rivista Harper's Weekly Bertha R. McDonald scrisse:
Le autorità lo riportano solennemente al tempo di Noè e dell'arca. Il London Public Advertiser del 13 marzo 1769 pubblicò: "L'errore di Noè mandò la colomba fuori dall'arca prima che l'acqua si fosse calmata, il primo giorno di aprile, e per perpetuare il ricordo di questa liberazione si ritenne opportuno, chiunque avesse dimenticato una circostanza così notevole, punirlo mandandolo a fare qualche incarico senza maniche simile a quel messaggio inefficace per il quale l'uccello fu inviato dal patriarca".

## Nel mondo
Nei Paesi in cui ricorre la tradizione del 1º aprile, questa può assumere diverse sfaccettature a seconda della cultura locale.

### Armenia
Nella cultura armena, uno scherzo del pesce d'aprile si rivela dicendo ապրիլ մեկ!, che significa 1º aprile.

### Canada
In Quebec è tradizionale mangiare la Maple Sugar Pie o "tarte au sucre".

### Germania
In Germania, uno scherzo del pesce d'aprile a volte viene successivamente rivelato gridando "April, april!" al destinatario, che diventa il "pesce d'aprile".

### Iran
In Iran si chiama "Dorugh-e Sizdah" (menzogna del tredici) e la gente e i media fanno uno scherzo al 13 Farvardin (Sizdah bedar) che equivale al 1º aprile. È una tradizione che si svolge 13 giorni dopo il capodanno persiano Nowruz. In questo giorno, le persone escono di casa e si divertono all'aperto, soprattutto nei parchi naturali.

### Irlanda
In Irlanda era tradizione affidare alla vittima una "lettera importante" da consegnare a una persona nominata. Quella persona leggerebbe la lettera, poi chiederebbe alla vittima di portarla a qualcun altro e così via. La lettera una volta aperta conteneva le parole "manda lontano lo sciocco".

### Israele
Israele ha adottato l'abitudine di fare scherzi il 1º aprile.

### Italia, Francia, Belgio e aree francofone
In Italia, Francia, Belgio e nelle aree francofone della Svizzera e del Canada, la tradizione del 1º aprile è spesso conosciuta come "pesce d'aprile" (poisson d'avril in francese, aprile vis in olandese o pesce d'aprile in italiano). Possibili scherzi includono il tentativo di attaccare un pesce di carta alla schiena della vittima senza essere notato. Questa caratteristica del pesce è ben presente su molte cartoline del primo di aprile francese della fine del XIX secolo e dell'inizio del XX secolo. Boulangerie, pasticcerie e cioccolaterie in Francia vendono pesci di cioccolato nelle loro vetrine durante il giorno.

### Libano
In Libano, uno scherzo del pesce d'aprile viene rivelato dicendo كذبة أول نيسان (che si traduce in "Bugia del primo aprile") al destinatario.

### Paesi nordici
Danesi, finlandesi, islandesi, norvegesi e svedesi celebrano il primo d'aprile (aprilsnar in danese; aprillipäivä in finlandese; aprilsnarr in norvegese; aprilskämt in svedese). La maggior parte dei mezzi di informazione pubblicherà esattamente una storia falsa il 1º aprile; per i giornali si tratterà in genere di un articolo in prima pagina ma non del titolo principale.

### Polonia (Prima aprilis)[21]
In Polonia, prima April ("Primo aprile" in latino) come giorno degli scherzi è una tradizione secolare. È una giornata in cui si fanno molti scherzi: a volte vengono preparate bufale molto sofisticate da parte delle persone, dei media (che spesso collaborano per rendere più credibile l'"informazione"), e anche delle istituzioni pubbliche. Le attività serie vengono solitamente evitate; ogni parola detta il 1º aprile potrebbe essere falsa. La convinzione in questo è così forte che l'alleanza antiturca polacca con Leopoldo I, firmata il 1º aprile 1683, è stata retrodatata al 31 marzo. Tuttavia, per alcuni in Polonia prima April termina a mezzogiorno del 1 aprile e gli scherzi del prima April dopo quell'ora sono considerati inappropriati e non di classe.

### Paesi che parlano lo spagnolo
In molti paesi di lingua spagnola (e nelle Filippine), il "Día de los Santos Inocentes" (Giorno dei Santi Innocenti) è una festività molto simile al primo d'aprile, ma si celebra a fine dicembre (27, 28 o 29 a seconda della località). Nonostante ciò, in Galizia il primo d'aprile è anche tradizionale, come racconta Ramón Otero Pedrayo, come "Día dos enganos", e la tradizione è incorporata in un detto tradizionale secondo cui questo è il giorno in cui vanno gli asini dove non devono andare.

### Regno Unito

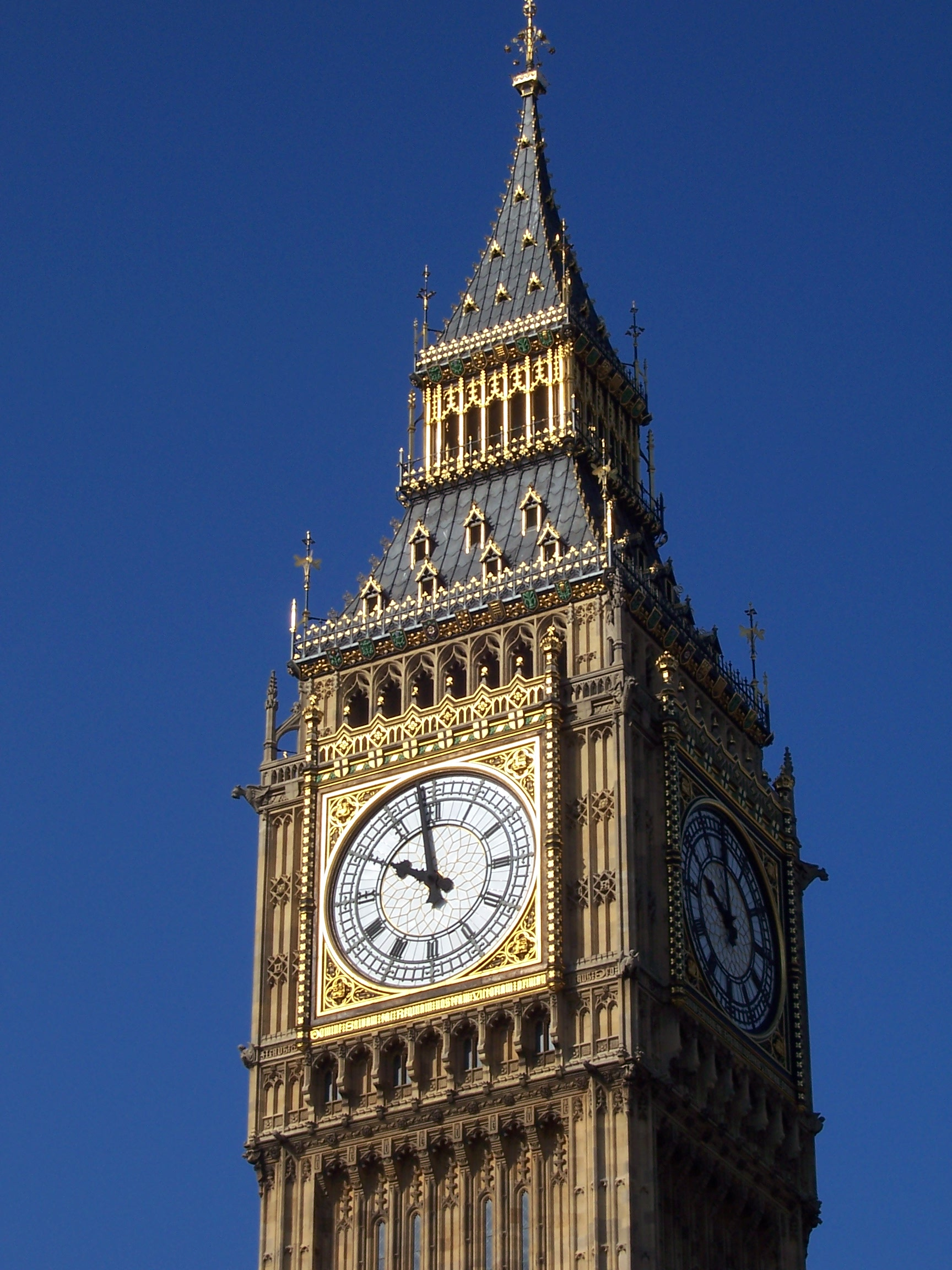
Il 1º aprile del 1980, la BBC annunciò che il quadrante dell'orologio del Big Ben sarebbe diventato digitale e chiunque si fosse messo in contatto per primo avrebbe potuto vincere le lancette dell'orologio.

Nel Regno Unito, uno scherzo del pesce d'aprile a volte viene successivamente rivelato gridando "April fool!" al destinatario, che diventa il "pesce d'aprile". Uno studio degli anni '50, condotto dai folcloristi Iona e Peter Opie, ha rilevato che nel Regno Unito, e nei paesi le cui tradizioni derivano dal Regno Unito, questa continua ad essere la pratica, con l'usanza che cessa a mezzogiorno, dopodiché non è più accettabile fare scherzi. Quindi una persona che fa uno scherzo dopo mezzogiorno è considerata lei stessa il "pesce d'aprile".
In Scozia, il primo di aprile era originariamente chiamato "Huntigowk Day". Il nome è una corruzione di "hunt the gowk", poiché gowk in scozzese significa cuculo o persona sciocca; termini alternativi in gaelico sarebbero Là na Gocaireachd, "giorno del gowking", o Là Ruith na Cuthaige, "il giorno della corsa del cuculo". Lo scherzo tradizionale consiste nel chiedere a qualcuno di consegnare un messaggio sigillato che presumibilmente richiede aiuto di qualche tipo. Infatti, il messaggio recita "Non ridere, non sorridere. Caccia il gowk per un altro miglio." Il destinatario, dopo averlo letto, spiegherà che può aiutare solo se contatta prima un'altra persona e invia la vittima a questa persona successiva con un messaggio identico, con lo stesso risultato.
Pare che proprio in Scozia sia nato il popolare scherzo che consiste nell'attaccare un avviso recitante "calciami" (kick me) sulla schiena della vittima.
In Inghilterra uno "sciocco" ("fool") è conosciuto con alcuni nomi diversi in tutto il paese, tra cui "noodle", "gob", "gobby" o "noddy".

### Turchia
La Turchia ha anche essa l'abitudine degli scherzi del pesce d'aprile. Il primo di aprile si chiama "Nisan Balığı" (pesce d'aprile) in turco. Scherzi e battute sono solitamente verbali e vengono rivelati gridando "Bir Nisan!/Nisan Bir!" (1º aprile!).

### Ucraina
Il primo di aprile è ampiamente celebrato a Odessa e ha lo speciale nome locale Humorina (in ucraino Гуморина, Humorina). Questa festa è nata nel 1973. Uno scherzo del pesce d'aprile viene rivelato dicendo "Первое Апреля, никому не верю" ("Pervoye Aprelya, nikomu ne veryu", tradotto come "Primo aprile, non mi fido di nessuno") al destinatario. Il festival prevede una grande sfilata nel centro della città, concerti gratuiti, fiere di strada e spettacoli. I partecipanti al festival si vestono con una varietà di costumi e passeggiano per la città scherzando e facendo scherzi ai passanti. Una delle tradizioni del primo d'aprile è quella di vestire il principale monumento della città con abiti divertenti. Humorina ha anche il proprio logo – un allegro marinaio con indosso un salvagente – il cui autore è stato l'artista Arkady Tsykun. Durante il festival vengono stampati e venduti souvenir speciali con il logo. Dal 2010, le celebrazioni del primo di aprile includono un festival internazionale del clown ed entrambi vengono celebrati come uno solo. Nel 2019, il festival è stato dedicato al centenario dell'Odesa Film Studio e tutti gli eventi si sono svolti con particolare attenzione al cinema.

## Scherzi
Uno scherzo comune è rimuovere con attenzione la crema da un biscotto Oreo e sostituirla con il dentifricio, e ci sono molti scherzi simili che sostituiscono un oggetto (solitamente cibo) con un altro oggetto che assomiglia all'oggetto stesso ma ha un sapore diverso, come sostituire lo zucchero con sale e glassa alla vaniglia con panna acida. Oltre alle persone che si fanno scherzi a vicenda il primo di aprile, scherzi elaborati sono apparsi su stazioni radiofoniche e televisive, giornali e siti web e sono stati eseguiti da grandi aziende. In un famoso scherzo del 1957, la BBC trasmise un film nella serie di attualità Panorama che pretendeva di mostrare gli agricoltori svizzeri che raccoglievano gli spaghetti appena coltivati, in quello che chiamavano il raccolto svizzero degli spaghetti. La BBC fu presto inondata di richieste per l'acquisto di una fabbrica di spaghetti, costringendola a dichiarare il film una bufala al telegiornale del giorno successivo.
Con l'avvento di Internet e dei servizi di notizie globali prontamente disponibili, gli scherzi del pesce d'aprile possono catturare e mettere in imbarazzo un pubblico più vasto che mai.

## Giorni paragonabili al primo aprile

### 28 dicembre
Il 28 dicembre, giorno equivalente in Spagna e nell'America ispanica, è anche il giorno cristiano di celebrazione del Giorno dei Santi Innocenti. La celebrazione cristiana è una festa religiosa a sé stante, ma non lo è la tradizione degli scherzi, sebbene quest'ultima venga osservata ogni anno. In alcune regioni dell'America ispanica dopo uno scherzo si lancia il grido: "Inocente palomita que te dejaste engañar" ("Tu, innocente colomba che ti lasci ingannare!"; da non confondere con un altro significato di palomita, che significa "popcorn" in alcuni dialetti).
In Argentina, il burlone dice: "¡Que la inocencia te valga!" che si traduce approssimativamente come consiglio di non essere ingenui come la vittima dello scherzo. In Spagna si dice semplicemente "¡Inocente!" (che in spagnolo può significare "innocente" o "credulo").
In Colombia il termine è usato come "Pásala por Inocentes", che significa più o meno: "Lascialo andare; oggi è il giorno degli Innocenti".
In Belgio, questo giorno è conosciuto anche come il "Giorno dei bambini innocenti" o "Il giorno dei bambini stupidi". Una volta era un giorno in cui genitori, nonni e insegnanti ingannavano i bambini in qualche modo. Ma la celebrazione di questo giorno si è estinta a favore del primo di aprile.
Tuttavia, sull'isola spagnola di Minorca, il 1 aprile si celebra il Dia d'enganyar ("Giorno dello sciocco") perché Minorca era un possedimento britannico durante parte del XVIII secolo. In Brasile, il 1º aprile si celebra anche il "Dia da mentira" ("Giorno della menzogna") a causa dell'influenza portoghese.

### Primo giorno di un nuovo mese
In molti paesi di lingua inglese, principalmente Gran Bretagna, Irlanda, Australia, Nuova Zelanda e Sudafrica, è consuetudine dire "pizzico e pugno per il primo del mese" o un'alternativa, tipicamente da parte dei bambini. La vittima potrebbe rispondere con "un colpo e un calcio per essere stato così veloce", e l'aggressore potrebbe rispondere con "un pugno in un occhio per essere stato così astuto".
Un'altra usanza in Gran Bretagna e Nord America è quella di dire "coniglio coniglio" ("rabbit rabbit") al risveglio il primo giorno del mese, come portafortuna.

## Ricezione
La pratica degli scherzi e delle bufale del pesce d'aprile è controversa. Le opinioni contrastanti della critica sono sintetizzate nell'accoglienza riservata a "l'albero degli spaghetti" della BBC del 1957, in riferimento alla quale i giornali erano divisi se si trattasse di "un grande scherzo o una terribile bufala per il pubblico".
L'opinione positiva è che il pesce d'aprile può fare bene alla salute perché incoraggia "battute, bufale... scherzi, [e] risate a crepapelle" e apporta tutti i benefici della risata, compreso il sollievo dallo stress e la riduzione della tensione sul cuore. Esistono molti elenchi dei "migliori" del primo di aprile compilati per mostrare i migliori esempi di come viene celebrato il giorno. Varie campagne di scherzi del 1º aprile sono state elogiate per la loro innovazione, creatività, scrittura e impegno generale.
Il punto di vista negativo descrive gli scherzi del pesce d'aprile come "inquietanti e manipolatori", "maleducati" e "un po' cattivi", nonché basati su Schadenfreude e inganno. Quando una notizia autentica o un ordine o un avvertimento veramente importante vengono emessi il 1º aprile, c'è il rischio che venga interpretato erroneamente come uno scherzo e ignorato, ad esempio quando Google, noto per riprodurre elaborati bufali del primo di aprile, ha annunciato il lancio di Gmail con caselle di posta da 1 gigabyte nel 2004, un'era in cui i servizi di webmail concorrenti offrivano 4 megabyte o meno, molti lo hanno liquidato come uno scherzo. D'altra parte, a volte le storie intese come battute vengono prese sul serio. In ogni caso, possono esserci effetti negativi, come confusione, disinformazione, spreco di risorse (soprattutto quando la bufala riguarda persone in pericolo) e persino conseguenze legali o commerciali.
Nel marzo 2020, durante la pandemia di COVID-19, varie organizzazioni e persone hanno annullato le celebrazioni del primo di aprile o si sono pronunciate contro l'osservanza del primo di aprile, in segno di rispetto a causa della grande quantità di tragiche morti causate dal COVID-19, il desiderio di fornire informazioni veritiere per contrastare la disinformazione sul virus e per prevenire qualsiasi tentativo di incorporare tale virus in eventuali scherzi. Ad esempio, Google ha deciso di non continuare la tradizione dei "suoi famigerati pesci d'aprile" per quell'anno. Poiché la pandemia era ancora in corso un anno dopo, nel 2021, hanno deciso di non fare scherzi neanche quell'anno.
In Tailandia, la polizia ha avvertito prima del pesce d'aprile 2021 che pubblicare o condividere notizie false online potrebbe portare a un massimo di cinque anni di reclusione.
Nella storia ci sono molti casi di notizie false diffuse il 1º aprile nel mondo scambiate per vere, molte delle quali via social network negli ultimi decenni di diffusione di internet.

## Nella cultura popolare
Libri, film, telefilm ed episodi televisivi hanno utilizzato il 1º aprile come titolo o ispirazione. Gli esempi includono il romanzo di Bryce Courtenay April Fool's Day (1993), il cui titolo si riferisce al giorno in cui morì il figlio di Courtenay. La sitcom degli anni '90 Pappa e ciccia presentava un episodio intitolato Pesce d'aprile. Ciò si è rivelato intenzionalmente fuorviante, poiché l'episodio riguardava invece il Tax Day negli Stati Uniti il 15 aprile.

### Minecraft
Ogni anno, il 1º aprile, lo sviluppatore di videogiochi Mojang rilascia un'istantanea del 1º aprile per Minecraft: Java Edition (una versione di Minecraft disponibile sui computer). Nel corso degli anni sono stati rilasciati i seguenti aggiornamenti del primo di aprile:
- Minecraft Store (2011)
- Mars Effect (2012)
- Minecraft 2.0 Update (2013)
- Villager Skins Update (2014)
- Love & Hugs Update (2015)
- Trendy Update (2016)
- Mine & Craft: Digital Leisure Device (2017)
- New Textures Update (2018)
- Minecraft 3D (2019)
- Ultimate Content Update (2020)
- Minecraft Plus (2021)
- One Block at a Time Update (2022)
- The Vote Update (2023)[68]